# デイヴィッド・グラハム (初代グラハム伯爵)
初代グラハム伯爵デイヴィッド・グラハム（英語: David Graham, 1st Earl of Graham、1705年頃 – 1731年9月30日）は、スコットランド貴族。

## 生涯
初代モントローズ公爵ジェイムズ・グラハムとクリスチャン・カーネギー（Christian Carnegie、第3代ノーセスク伯爵デイヴィッド・カーネギーの娘）の次男として、1705年頃に生まれた。
1722年5月23日、グレートブリテン貴族であるグラハム伯爵とノーサンバーランド州のベルフォードのグラハム男爵に叙された（弟ウィリアムとジョージへの残余権つき）。その後、1727年1月19日に貴族院議員に正式に就任した。
1731年9月30日に生涯未婚のまま死去、弟ウィリアムが爵位を継承した。